# Wapen van paus Pius XII
Het Wapen van paus Pius XII (1876-1958, paus van 1939-1958) toont een duif met een olijftak in zijn snavel, gezeten op drie rotsen, de rotsen staan op groene strook en daaronder zijn golven te zien.
Pius XII werd in 1939 tot paus gekozen. Zonder twijfel is de vredesduif een verwijzing naar de gespannen situatie in de wereldpolitiek van die dagen. Daarnaast verwijst de duif naar Pius' achternaam: Pacelli (Latijn: pax coeli, hemelse vrede). De rotsen verwijzen naar het Evangelie volgens Matteüs (16:18):  En Ik zeg u ook, dat gij zijt Petrus, en op deze  petra zal Ik Mijn gemeente bouwen, en de poorten der hel zullen dezelve niet overweldigen. De golven op de voorgrond zijn vermoedelijk een verwijzing naar het wapen van paus Pius X, in wiens traditie Pius XII zijn pontificaat wilde stellen.